# Côtes de Meuse

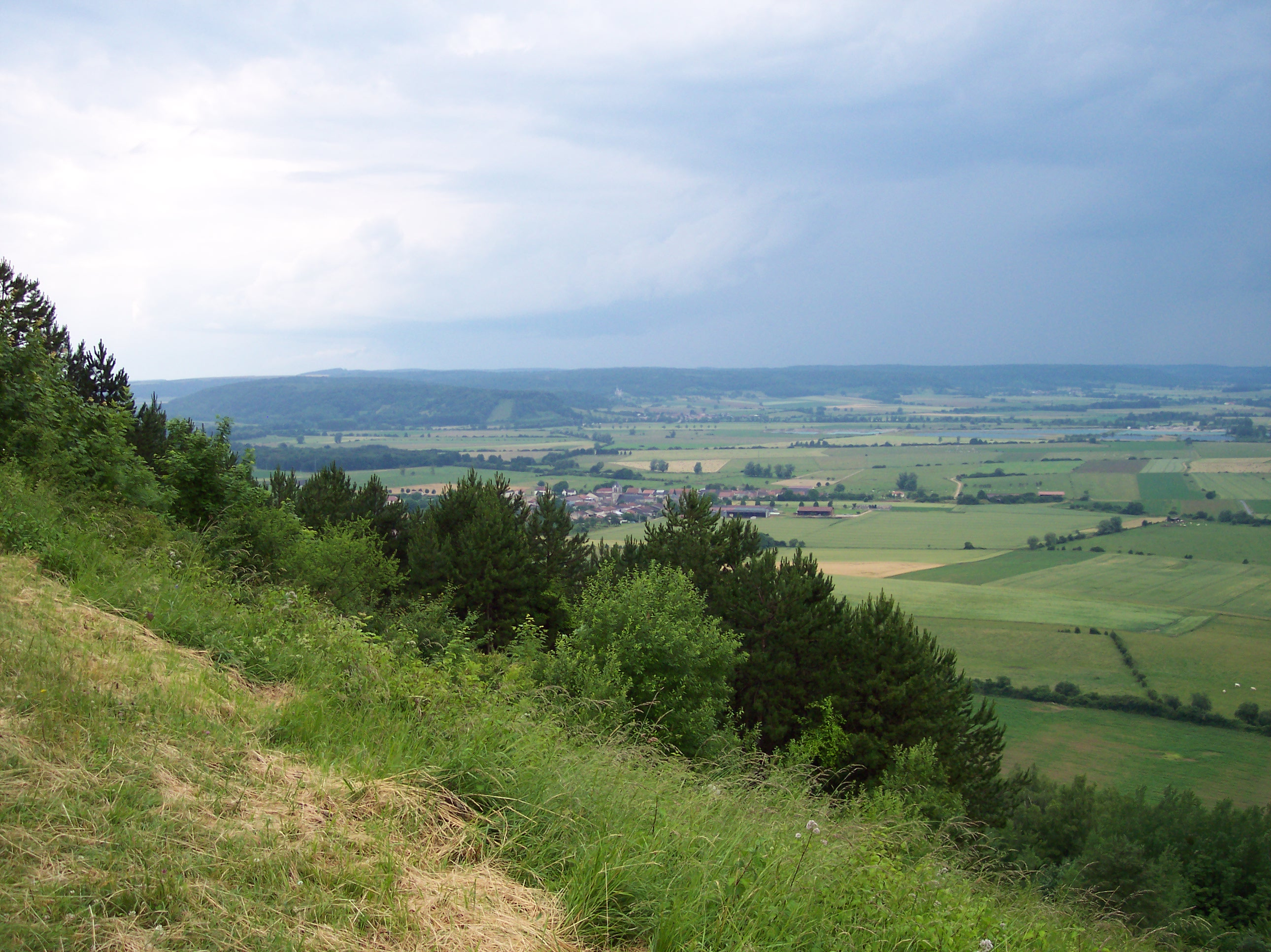
Cuestafront (steilrand) bij Dun-sur-Meuse

De Côtes de Meuse vormen een heuvelrug in het noordoosten van Frankrijk, meer bepaald in het westen van de cultuurhistorische regio Lotharingen en ligt voor het grootste deel in het departement Meuse. Geologisch gezien is het een ruim 130 kilometer lange cuesta die het Bekken van Parijs van zuid naar noord doordringt tussen de vallei van de Maas in het westen en de vlakte de Woëvre in het oosten. De streek is onder andere bekend als wijnbouwgebied. De naam "Côtes de Meuse" heeft de status van beschermde geografische aanduiding en mag enkel gebruikt worden voor wijnen die werkelijk uit deze streek komen.

## Geografie
De Côtes de Meuse strekken zich uit van Neufchâteau in het zuiden tot Dun-sur-Meuse in het noorden. Nabij de stad Toul worden de hellingen ook wel aangeduid als de Côtes de Toul. Het cuestafront is gericht naar het oosten en steekt op enkele plaatsen tot 200 meter boven de aangrenzende Woëvre-vlakte uit. De rug helt flauw af naar het westen richting de vallei van de Maas, die de grenst vormt met de Argonne. Het hoogste punt ligt 453 meter boven zeeniveau bij Moncel-sur-Vair. Langs de randen zijn op veel plaatsen getuigenbergen ontstaan, waaronder de Butte de Montsec.
Het landschap van de Côtes de Meuse bestaat voornamelijk uit dichte loofbossen. Een groot deel van het gebied is onderdeel van het Regionaal Natuurpark Lotharingen. De meeste wijngaarden bevinden zich in de omgeving van Vigneulles-lès-Hattonchâtel. De grootste plaats in het gebied is Verdun.